# Alphonse Périn
Alphonse Périn (Reims, Francia, 12 de mayo de 1798 - París, 6 de octubre de 1874), es un pintor francés.

## Biografía
Alphonse Henri Périn, hijo del pintor Lié Louis Périn, es autor de los murales de la capilla de la Eucaristía de la iglesia de Nuestra Señora de Loreto de París, datados en 1833. También fue arquitecto e historiador.
Alphonse Périn entró en la Escuela de Bellas Artes de París el 31 de enero de 1817. Allí fue alumno de los pintores Pierre-Narcisse Guérin y de Jean-Victor Bertin. Residió en Roma (Italia) durante nueve años y fue amigo y colaborador del artista Victor Orsel. Orsel tuvo sobre su obra una influencia decisiva y lo llevó a abandonar el paisaje histórico a la manera de Nicolas Poussin, al que admiraba. Según Orsel, Périn estaba atado a Poussin en el estudio de la figura. Alphonse Périn fue premiado en 1821 con un tercer premio de Roma en la categoría del paisaje histórico.
Périn expuso en el Salón de París en 1827 y 1859 y obtuvo una medalla de segunda clase en el Salón de 1827. Fue nombrado caballero de la Legión de Honor el 6 de agosto de 1854 y, más tarde, caballero de la Orden de Leopoldo. La decoración de la capilla de la Eucaristía en la iglesia de Nuestra Señora de Loreto de París es su obra capital. Con él colaboró, a la vez que con su amigo Victor Orsel, un alumno de Ingres, Michel Dumas..

## Publicaciones
- Le sculpteur suédois Bengt Erland Fogelberg, imprimerie E. Chunot, Paris, 1855, 4 págs. (extracto del 'Athenaeum français)
- Œuvres diverses de Victor d'Orsel (1795-1850) : mises en lumière et représentées par Alphonse Périn et terminées par Félix Périn, Rapilly, París, 1852-1878, 2 volumes.